# Xã Marion, Quận St. Francois, Missouri
Xã Marion (tiếng Anh: Marion Township) là một xã thuộc quận St. Francois, tiểu bang Missouri, Hoa Kỳ. Năm 2010, dân số của xã này là 2.334 người.